# 엄소영
엄소영(1993년 11월 26일 ~ )은 대한민국의 가수이다.

## 학력
- 동덕여자대학교 실용음악과 졸업

## 음반
- 2019년 좋니좋아
- 2020년 1월 FTV 조미료 OST 그리울거야 발매

## 방송
- 2019년 KNN 《골든마이크》
- 2020년 2월 TVN 좋은가요 출연
- 2020년 9월 트롯신이떴다